# Woda mineralna

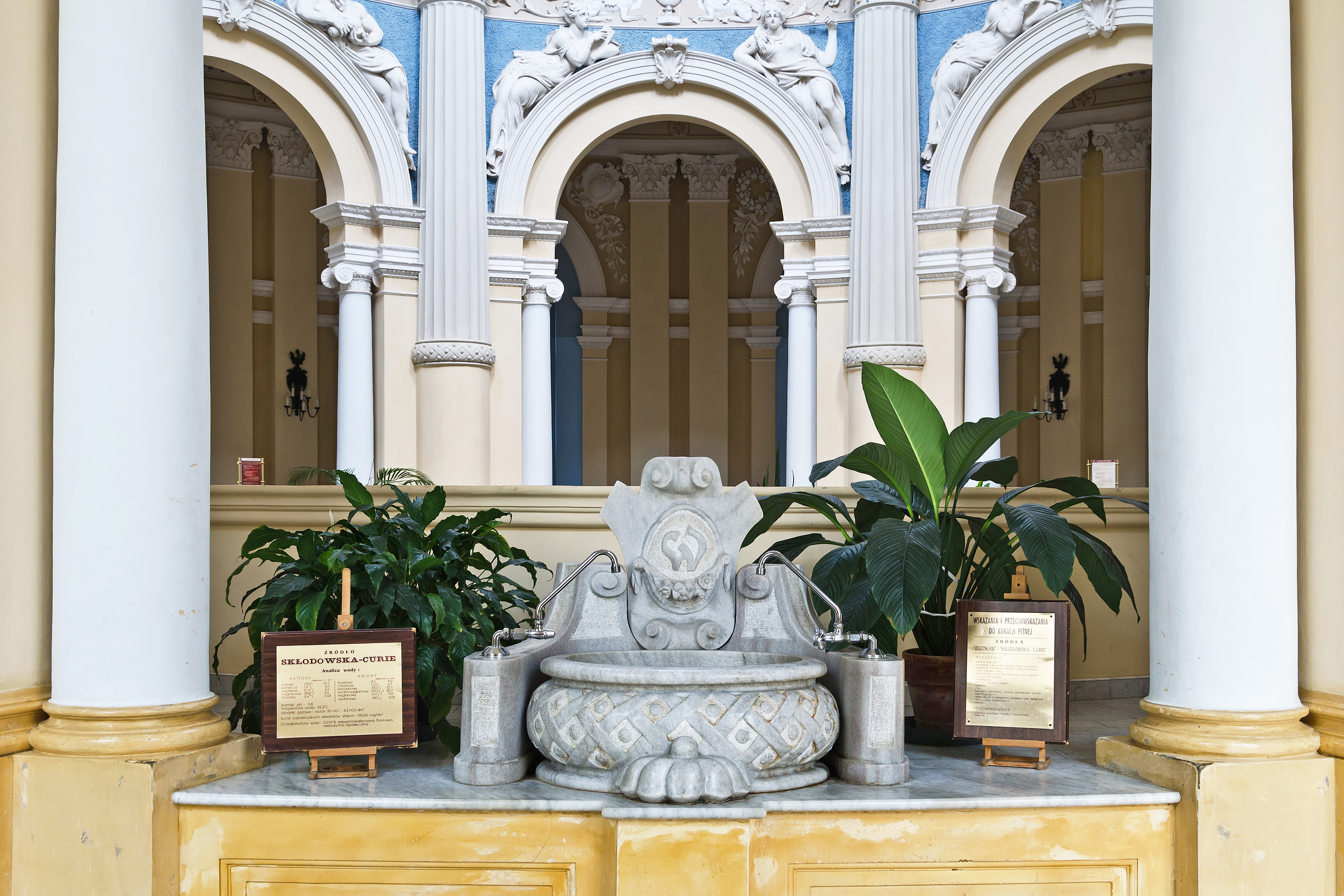
Źródło mineralne w zakładzie przyrodoleczniczym „Wojciech” w Lądku-Zdroju

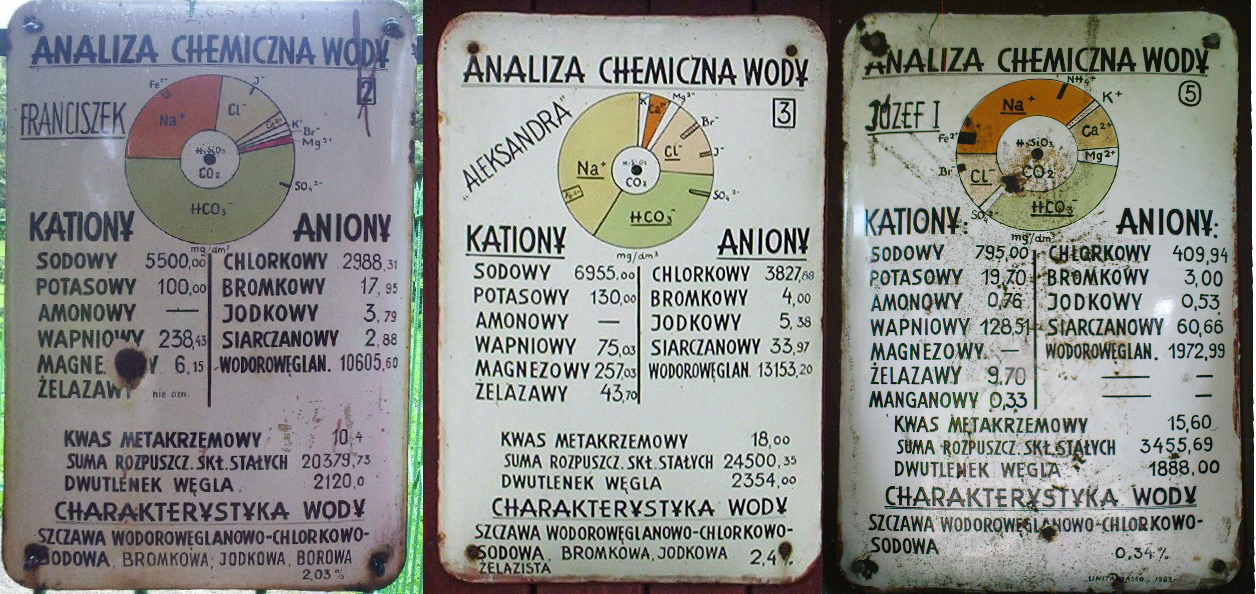
Tabliczki informujące o składzie na ujęciach w Wysowej-Zdroju

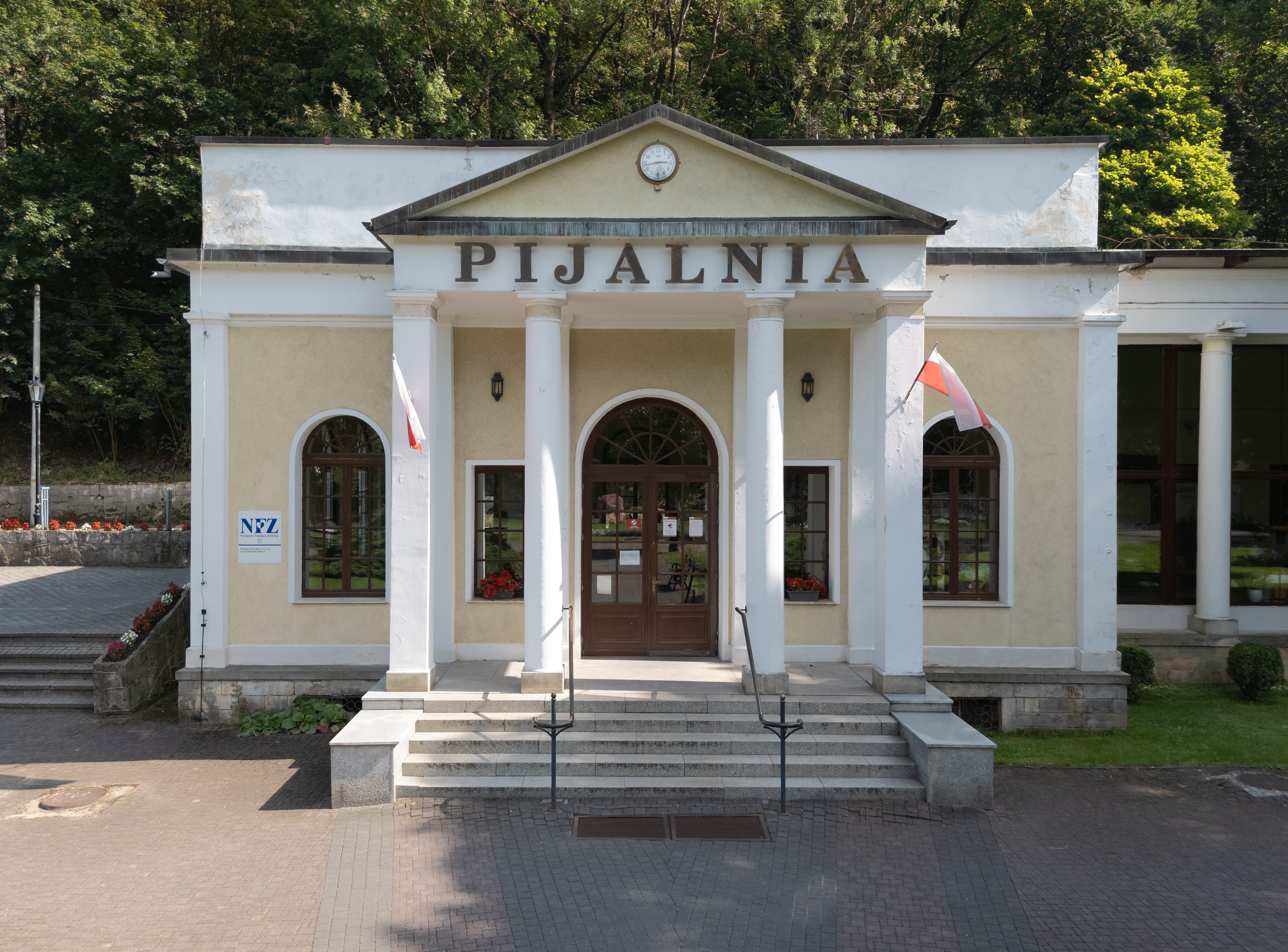
Pijalnia wody mineralnej w Dusznikach-Zdroju

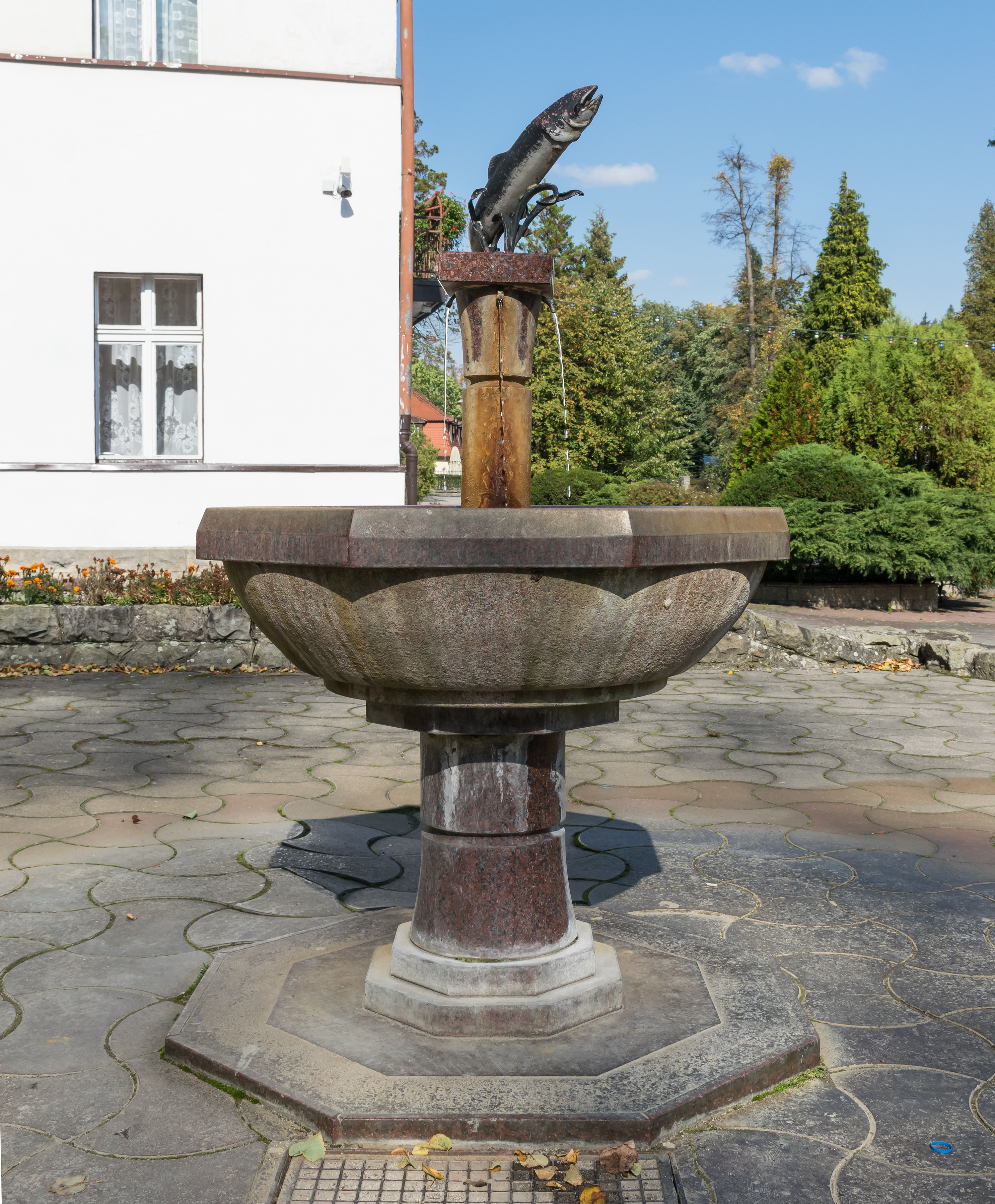
Źródło wody mineralnej w Parku Zdrojowym w Długopolu-Zdroju

Woda mineralna – naturalna woda lecznicza zawierająca co najmniej 1000 mg/dm3 rozpuszczonych składników stałych w postaci jonów. Oprócz tego może zawierać rozpuszczone gazy pochodzenia naturalnego (dwutlenek węgla, siarkowodór). Najczęściej jest to woda wgłębna, która sole mineralne pozyskała z rozpuszczania minerałów lub skał, przez które przepływała. Po raz pierwszy definicję wody mineralnej określono na Międzynarodowym Kongresie Balneologicznym w Bad Nauheim w roku 1911.
W języku potocznym wyrażenie woda mineralna jest często używane jako synonim wody butelkowanej, co jest błędne, gdyż nie każda woda butelkowana jest wodą mineralną.

## Woda mineralna w Polsce
Historia wykorzystania na szerszą skalę wód mineralnych w Polsce zaczyna się około roku 1800. Aż do 1992 w Polsce było zarejestrowanych jedynie 28 źródeł wód mineralnych, których jakość określona była wysokimi wymogami sanitarnymi. Za wodę mineralną uznawano bowiem wodę głębinową, zawierającą minimum 1000 mg pierwiastków życia w 1 litrze wody, a zawarte w niej pierwiastki tworzyły ze sobą odpowiednie stosunki ilościowe.
Po zmianach w latach 1992 i 1997 obniżono próg ilościowy pierwiastków, kategoryzując trzy rodzaje wód:
| niskomineralizowane   | do 500 mg       |
| średniomineralizowane | 501–1500 mg     |
| wysokomineralizowane  | powyżej 1500 mg |

Zgodnie z ustawą o bezpieczeństwie żywności i żywienia pojęcie wody mineralnej nie jest już powiązane ze stopniem mineralizacji. Naturalna woda mineralna to „woda podziemna wydobywana jednym lub kilkoma otworami naturalnymi lub wierconymi, różniąca się od wody przeznaczonej do spożycia przez ludzi pierwotną czystością pod względem chemicznym i mikrobiologicznym oraz charakterystycznym stabilnym składem mineralnym, a w określonych przypadkach także właściwościami mającymi znaczenie fizjologiczne, powodującymi korzystne oddziaływanie na zdrowie ludzi”.
Ponadto ustawa z 2011 roku, zgodnie z dyrektywą Parlamentu Europejskiego wprowadziła następującą klasyfikację wód:
| bardzo niskozmineralizowana | ogólna zawartość soli mineralnych nie jest większa od 50 mg/l  |
| niskozmineralizowana        | ogólna zawartość soli mineralnych nie jest większa od 500 mg/l |

Instytucją uprawnioną do opracowania ocen i kwalifikacji rodzajowych wód podziemnych w Polsce jest Narodowy Instytut Zdrowia Publicznego – Państwowy Zakład Higieny.

## Podział wód ze względu na ich mineralizację
| słodka, zwykła | M < 1 g/dm³       |
| półsłodka      | 1 < M < 3 g/dm³   |
| słonawa        | 3 < M < 10 g/dm³  |
| słona          | 10 < M < 35 g/dm³ |
| solanka        | M > 35 g/dm³      |
| solanka silna  | M > 150 g/dm³     |

## Podział wód słodkich ze względu na ich mineralizację
| wody ultrasłodkie | M < 0,1 g/dm³       |
| wody słodkie      | 0,1 < M < 0,5 g/dm³ |
| akratopegi        | 0,5 < M < 1 g/dm³   |
| wody mineralne    | M > 1 g/dm³         |

## Rodzaje wód mineralnych ze względu na skład chemiczny
szczawy
lecznicza, swoista zawierająca co najmniej 1000 mg/dm³ wolnego dwutlenku węgla (CO2);
woda krzemowa
lecznicza, swoista zawierająca co najmniej 100 mg/dm³ kwasu metakrzemowego (H2SiO3);
woda kwasowęglowa
lecznicza, swoista zawierająca od 250 mg/dm³ do 999 mg/dm³ wolnego CO2;
woda jodkowa
lecznicza, swoista zawierająca co najmniej 1,0 mg/dm³ jonu jodkowego (I-);
woda glauberska
lecznicza, mineralna, siarczanowo-sodowa, w której udział jonów siarczanowego (SO42-) i sodowego (Na+) wynosi co najmniej po 20% mval;
woda fluorkowa
lecznicza, swoista, zawierająca co najmniej 1,0 mg/dm³ jonu fluorkowego (F-);
woda chlorkowa
woda o składzie chemicznym z dominacją jonu chlorkowego (Cl-). W wielu klasyfikacjach hydrochemicznych dominacja ta oznacza przekroczenie nawet 70% mvali stężeń podstawowych anionów. Wody chlorkowe mają charakter wód słonych i solanek;
woda bromkowa
lecznicza, swoista zawierająca co najmniej 5 mg/dm³ jonu bromkowego (Br-);
woda borowa
lecznicza, swoista zawierająca co najmniej 5 mg/dm³ kwasu metaborowego (HBO2);
woda arsenowa
lecznicza, swoista o zawartości arsenu [As(III) lub As(V)] co najmniej 0,7 mg/dm³, co odpowiada 1,3 mg jonu wodoroarsenianowego (HAsO42-) i 1 mg jonu arseninowego (AsO2-);
woda manganowa
lecznicza, swoista zawierająca co najmniej 1,0 mg/dm³ jonu manganawego (Mn2+);
woda radoczynna
lecznicza, swoista, w której natężenie promieniowania jądrowego rozpuszczonych składników gazowych (głównie radon) lub stałych (głównie rad) wynosi co najmniej 2 nCi/dm³ (74 Bq/dm³);
woda siarczanowa
woda o składzie chemicznym z dominacją jonu siarczanowego. W wielu klasyfikacjach hydrochemicznych dominacja ta oznacza przekroczenie 70% mvali stężeń podstawowych anionów. Wody siarczanowe o tak wysokich względnych stężeniach siarczanów, spotykane są bardzo rzadko w naturalnych warunkach;
woda siarczkowa
lecznicza, swoista zawierająca co najmniej 1 mg/dm³ siarki oznaczalnej jodometrycznie występującej w postaci siarkowodoru (H2S), jonu wodorosiarczkowego (HS-), wielosiarczków (H2Sx przy x ∈ <2,6>) oraz w jonie tiosiarczanowym (S2O32-);
woda witriolowa
lecznicza, mineralna, siarczanowo-żelazista o bardzo niskim pH;
woda żelazista
lecznicza, swoista zawierająca co najmniej 10 mg/dm³ jonu żelazawego (Fe2+)